# 苏钢
苏钢（1920年—2002年），原名苏文楼，男，山东乐陵人，中华人民共和国政治人物。

## 生平
早年担任冀南一地委社会部副部长。1959年，任中共湖南省委秘书长。1977年，任中共贵州省委书记、贵州省人民政府省长。